# 任実警察署
任実警察署（イムシルけいさつしょ）は、全北地方警察庁所管の警察署である。

## 管轄区域
- 任実郡

## 沿革
- 1945年10月21日 - 開署
- 1968年10月26日 - 庁舎移転。
- 1994年12月21日 - 現在の庁舎に移転。

## 組織
- 警務課
- 生活安全交通課
- 捜査課
- 情報保安課

## 管轄地区隊
- 獒樹地区隊

## 管轄派出所
- 館村派出所
- 新平派出所
- 雲水派出所
- 江津派出所
- 下雲岩派出所

## 管轄治安センター
- 三渓治安センター
- 聖寿治安センター
- 只沙治安センター
- 新徳治安センター
- 雲岩治安センター
- 青雄治安センター
- 徳峙治安センター